# Gerhardt Ferenc
Gerhardt Ferenc (Budapest, 1944. április 12. –) magyar közgazdász, bankár, a Magyar Nemzeti Bank alelnöke (2013–2019), a Monetáris Tanács tagja.

## Tanulmányai
Ipar szakon végezte el a Marx Károly Közgazdaságtudományi Egyetemet 1967-ben, majd a külgazdasági szakon folytatott posztgraduális tanulmányokat 1978 és 1980 között.

## Pályája
Pályája kezdetén a mezőgazdaság-irányítás területén szerzett tapasztalatokat: 1971 és 1978 között a Mezőgazdasági és Élelmezésügyi Minisztériumban a Közgazdasági Tanács titkára volt. 1976-ban FAO-ösztöndíjas Nagy-Britanniában. 1979 és 1983 között az Agrober-Agroinvest vállalat gazdasági igazgatóhelyettese.
Banki pályája 1983-ban kezdődött, amikor a  CIB ügyvezető igazgatója lett. Itt 1998-ig dolgozott, amikor az ING Bank vezérigazgató-helyettese lett. A következő évben az állami tulajdonú Magyar Fejlesztési Bank (MFB) vezérigazgató-helyettese lett és 2000-ig a számvitelt, a bankműveleteket, az informatikát és a műszaki beruházásokat felügyelte.
2000-ben kinevezték a Konzumbank vezérigazgatójának, ezen a poszton 2002-ig maradt. Amikor 2002-ben az Orbán-kormány választást vesztett, a szocialista Medgyessy-kormány menesztette az MFB éléről Baranyai Lászlót, akinek az MFB tulajdonában álló Konzumbank elnöki posztjáról is távoznia kellett és ugyanakkor Gerhardtot is eltávolították. Vezérigazgatóként megtisztította a veszteséges Konzumbank portfólióját, és 2001-ben a bank már nyereséget termelt.
2002 és 2004 között a Magyar Külkereskedelmi Bank elnök-vezérigazgatói tanácsadója volt: részt vett a stratégiai projektek irányításában, illetve a Konzumbank eladásában.
2005 és 2007 között az MNB igazgatójaként a jegybanki informatikáért, a bankműveletekért, az intézményi és közbeszerzésekért és a műszaki szolgáltatásokért volt felelős. Járai Zsigmond őt javasolta kinevezni Szapáry György alelnök posztjára, ehelyett azonban Gyurcsány Ferenc miniszterelnök megvárta, hogy lejárjon Járai elnöki mandátuma, hogy utódjával, Simor Andrással egyeztessen az új alelnök személyéről, és nem Gerhardtot nevezte ki. A késlekedés miatt ideiglenesen a törvény által akkor előírt négy fő alá csökkent az MNB igazgatóságának létszáma.
Ezután 2008-2010 között az Allianz Hungária elnöki tanácsadója volt, majd 2010-2011-ben a Magyar Fejlesztési Bank vezérigazgató-helyettese és igazgatósági tagja. 2011-ben az időközben ismét fideszes többségűvé vált Országgyűlés a Monetáris Tanács tagjának választotta. 2013. április 22-én Áder János köztársasági elnök – Orbán Viktor miniszterelnök javaslatára – a Magyar Nemzeti Bank alelnökévé nevezte ki.
2014 januárjától az MNB Értéktár program Tanácsadó Testületének vezetője.

## Egyéb megbizatása
A Magyar Bankszövetség Etikai Bizottságának elnöke.

## Könyv
- Rendszerszemlélet a mezőgazdaságban; összeáll. Gerhardt Ferenc, Sárközy Péter; MÉM Mérnök- és Vezetőtovábbképző Intézet, Bp., 1984